# 빅터 바르코니

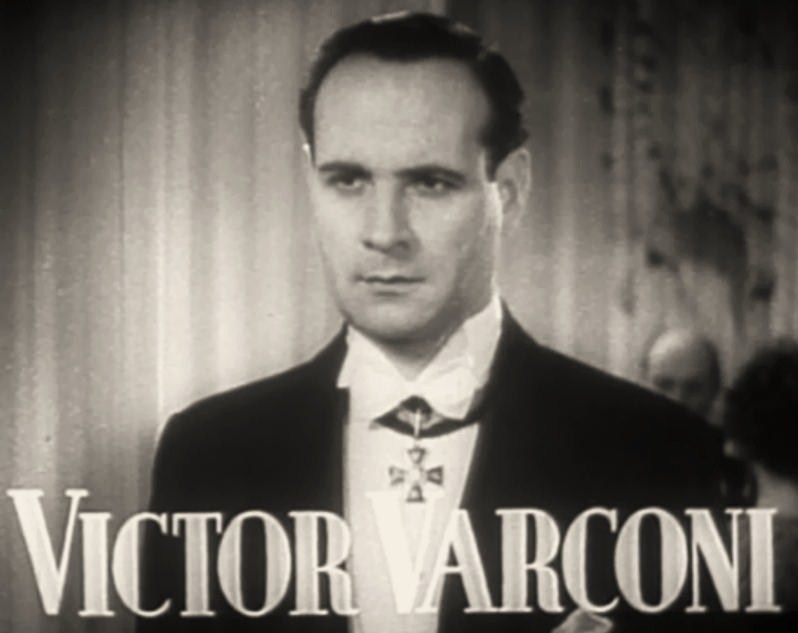

빅터 바르코니(Victor Varconi, 1891년 3월 31일 ~ 1976년 6월 6일)는 헝가리의 영화 감독, 각본가, 연극 배우, 영화배우, 텔레비전 배우이다.
샌타바버라에서 사망하였다. 사인은 심근 경색이다.

## 영화
- 삼손과 데릴라 (1949년)
- 정복되지 않는 사람들 (1947년)
- 누구를 위하여 종은 울리나 (1943년)
- 마이 페이버릿 브론드 (1942년)
- 립 더 와일드 윈드 (1942년)
- 시 호크 (1940년)
- 스토리 오브 버넌 앤 아이린 캐슬 (1939년)
- 에브리씽 해펀즈 앳 나잇 (1939년)
- 서브마린 패트롤 (1938년)
- 수에즈 (1938년)
- 평원의 사나이 (1936년)
- 로버타 (1935년)
- 세이프 인 헬 (1931년)
- 정염의 미녀 (1929년)
- 영원한 사랑 (1929년) - 로렌즈 역
- 왕중왕 (1927년)